# Encyclopædia Metropolitana

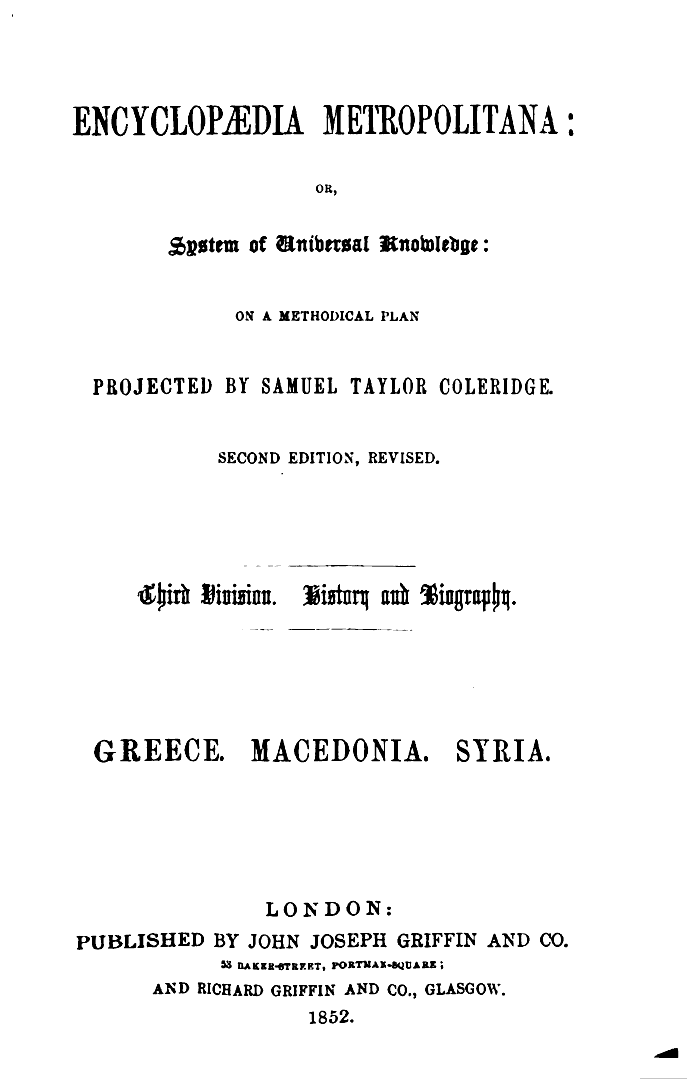
Ein Titelblatt der dritten Abteilung (Geschichte und Biographie) der zweiten Auflage.

Die Encyclopædia Metropolitana war eine bedeutende englischsprachige Enzyklopädie, die zwischen 1817 und 1845 in London veröffentlicht wurde. Sie zeichnet sich durch ihren innovativen Aufbau und ihren ambitionierten Anspruch aus, das Wissen ihrer Zeit systematisch und umfassend darzustellen.

## Entstehung und Entwicklung
Die Ursprünge der Encyclopædia Metropolitana gehen auf das Jahr 1817 zurück, als der Dichter Samuel Taylor Coleridge den Auftrag erhielt, eine neue Enzyklopädie zu konzipieren, die als Konkurrenz zur fünften Auflage der Encyclopædia Britannica gedacht war. Coleridge verfasste die Einleitung, die im Januar 1818 erschien, jedoch wurde die Veröffentlichung nach fünf Teilbänden wieder eingestellt.
1820 wurde das Projekt unter der Schirmherrschaft von Bischof William Howley wiederbelebt, der William Rowe Lyall (1788–1857) mit der Leitung beauftragte. Lyall wiederum ernannte Edward Smedley (1788–1836) zum Herausgeber, der 1836 von Hugh James Rose (1795–1838) abgelöst wurde.

## Struktur und Inhalt
Die Encyclopædia Metropolitana unterscheidet sich von anderen Enzyklopädien ihrer Zeit durch ihre systematische und thematische Gliederung anstelle einer alphabetischen Anordnung. Sie umfasste insgesamt 28 Bände im Quartformat, die in 59 Teilen mit insgesamt 22.426 Seiten und 565 Tafeln erschienen.
Das Werk war in vier Hauptabschnitte gegliedert:
1. Reine Wissenschaften (2 Bände)
2. Angewandte Wissenschaften (8 Bände)
3. Geschichte und Biographie (5 Bände)
4. Vermischtes und Index (13 Bände)

Diese Struktur spiegelte Coleridges Vorstellung wider, die Beziehungen der Ideen und Dinge hervorzuheben. Der letzte Abschnitt enthielt als einziger eine alphabetische Anordnung.

## Bedeutung und Rezeption
Die Encyclopædia Metropolitana enthält zahlreiche Abhandlungen renommierter englischer Gelehrter und Autoritäten der ersten Hälfte des 19. Jahrhunderts. Sie wurde für ihre hochwertigen Beiträge in Bereichen wie Mathematik, Naturwissenschaften und Theologie geschätzt.
Trotz ihres innovativen Konzepts stieß die systematische Anordnung auch auf Kritik. Die Quarterly Review bezeichnete den Plan als eminently impractical („höchst unpraktisch“), erkannte aber gleichzeitig die Qualität vieler Einzelbeiträge an.

## Nachwirkung
Die Encyclopædia Metropolitana beeinflusste die Entwicklung späterer Enzyklopädien und trug zur Diskussion über die optimale Strukturierung von Wissen bei. Eine zweite Auflage in 40 Bänden wurde zwischen 1848 und 1858 veröffentlicht.
Obwohl sie nicht den langfristigen Erfolg der Encyclopædia Britannica erreichte, bleibt die Encyclopædia Metropolitana ein bedeutendes Werk der Enzyklopädiegeschichte, das den Übergang von früheren systematischen Ansätzen zu moderneren, benutzerfreundlicheren Formaten markiert.